# Kali Baru (Medan Satria)
Kali Baru is een bestuurslaag in de stadsgemeente Kota Bekasi van de provincie West-Java, Indonesië. Kali Baru telt 29.404 inwoners (volkstelling 2010).